# 雪峰街道
雪峰街道，是中华人民共和国四川省广元市利州区下辖的一个乡镇级行政单位。2019年12月，将大石镇红岩村、大广村所属行政区域划归雪峰街道管辖，雪峰街道办事处驻雪峰路195号。

## 行政区划
雪峰街道下辖以下地区：
雪峰寺社区、华山路社区、泰山路社区、九华村、泡石村和雪峰村。